# Stinkdyrfamilien
Stinkdyr (Mephitidae, kaldes også skunker) er en gruppe af rovdyr. De blev tidligere anset som tilhørende mårfamilien, men blev udskilt som en egen familie, da der blev opdaget elementære genetiske forskelle gennem moderne DNA-studier.
Stinkdyrene er inddelt i fire slægter og elleve arter. Af disse er tre slægter unikke for det amerikanske kontinent, de findes fra Canada i nord til det centrale Sydamerika. Den fjerde slægt består af to arter af stinkgrævlinger, som findes henholdsvis i Indonesien og på Filippinerne i Asien.

## Beskrivelse
Stinkdyrene er kendt for deres evne til at udsondre en ildelugtende væske, når de føler sig truet. Stinkdyrene er små og regnes som altædende. De er dygtige gravere og finder let mad under jorden. Nogle arter kan også klatre i træer. Stinkdyrene regnes som nataktive og spiser både planter og insekter, foruden små både hvirvelløse dyr og hvirveldyr som orm, gnavere og fugle. Stinkdyr findes i skovklædt terræn, busklandskaber, ørken og bjerglendte fjeldstrøg, men sjældent i tæt skov.

## Systematik
Stinkdyrfamiliens geografiske oprindelse er fortsat uklar. Skunker findes kun i Amerika, mens stinkgrævlinger kun findes i Sydøstasien. Forskerne tror imidlertid at gruppens fælles stamfar opstod i Asien.
- Familie: Mephitidae (stinkdyrfamilien)
  - Slægt: Conepatus (Langsnudede stinkdyr)
    - Art: Conepatus chinga
    - Art: Conepatus humboldtii
    - Art: Conepatus leuconotus
    - Art: Conepatus mesoleucus
    - Art: Conepatus semistriatus

  - Slægt: Mephitis (Stribede stinkdyr)
    - Art: Mephitis macroura
    - Art: Mephitis mephitis

  - Slægt: Mydaus (Stinkgrævlinger)
    - Art: Mydaus javanensis
    - Art: Mydaus marchei

  - Slægt: Spilogale (Plettede stinkdyr)
    - Art: Spilogale putorius
    - Art: Spilogale pygmaea